# Ice Cube
O'Shea Jackson (Los Angeles, Kalifornija, SAD ,15. lipnja 1969.), bolje poznat po svom umjetničkom imenu Ice Cube, američki je reper, tekstopisac, glumac, glazbeni producent, scenarist, filmski producent i redatelj. Ice Cube je studirao arhitekturu na Phoenix Institute of Technology. Cubeov rođak Del the Funky Homosapien poznat je po surađivanju s grupom Gorillaz. Ice Cube je oženjen s Kimberly Woodruff, te ima četvero djece (tri sina i kćer). Od 2000-ih Cube se fokusirao na filmsku karijeru.
Karijeru je započeo 1984. godine kao član rap grupe C.I.A., a kasnije se pridružio rap grupi N.W.A. koju je napustio u siječnju 1990. godine. Nakon napuštanja grupe izgradio je uspješnu karijeru kao glazbenik, glumac i filmski producent. Glumio je u mnogim filmovima, te je surađivao s glumcima kao što su George Clooney, Eva Mendes, Mark Wahlberg, Robert De Niro i Samuel L. Jackson. Godine 2010. posudio je glas u videoigri Call of Duty: Black Ops. Ice Cube je u SAD-u prodao 15 milijuna albuma, a diljem svijeta 25 milijuna.

## Raniji život
O'Shea Jackson je rođen 15. lipnja 1969. godine u South Central Los Angelesu, Kaliforniji. Ice Cube je sin Doris Jackson i Hošee Jackson. Sa šesnaest godina Cube je pokazao interes za hip hop i rap glazbom, te je počeo svirati klavijature u srednjoj školi. Studirao je arhitekturu na sveučilištu Phoenix Institute of Technology. Zajedno s prijateljem Sir Jinxom formirao je grupu C.I.A. koju je organizirao Dr. Dre.

## N.W.A: 1987-1989 1998-2000
Dr-Dre, Eazy-E i Ice Cube su osnivači grupe N.W.A (Niggaz With Attitudes), ujedno grupe koja je možda i tvorac "Modernog Rap-a". Uz njih članovi su bili i Ren i Dj Yella.  
Prvi album zvao se "Straight outta Compton" koji je izazvao veliki "boom" širom Sjedinjenih Američkih Država pa čak i širom svijeta. Na albumu Straight Outta Compton posebnu pažnju izazvala je pjesma "F***K tha Police" gdje grupa vrijeđa policiju zbog rasizma. Pjesma "Straight Outta Compton" je izazvala pozitivnu reakciju publike. Album je prodat u više od 3 milijuna primjeraka. Ice Cube je napisao tekst za većinu pjesama i otpjevao osam u cijelom albumu. Nakon dolaska menadžera Jerry Hellera koji je zatražio potpisivanje ugovora da bi dobili novac od turneje, Ice Cube je odbio potpisati ugovor te 1989. godine napušta grupu i kreće sa solo karijerom.
U svom EP albumu "100 miles" N.W.A proziva Ice Cuba, nakon toga Ice Cube uzvraća u pjesmi "JACKING FOR BEATS". N.W.A izbacuje album pod imenom "Nigaz 4 Life" i u pjesmi "REAL NIGAZ" otvoreno diss-aju Ice Cuba. Onda dolazi Ice-ov Album "Death Certificate" ujedno s njim legendarna Pjesma "No Vasseline" u kojoj otvoreno dissuje N.W.A. "No Vasseline" postaje ujedno jedan najbolji diss-ova svih vremena. N.W.A nikada nije odgovorila na "No Vasseline".
2015. godine snimljen je i film Straight Outta Compton koji opisuje događaje s grupom N.W.A.

## Solo Karijera 1990-danas
Prvi Solo album je bio "Amerikkkas Most Wanted" koji je snimio uz pomoć Bomb Squada Producentske grupe u New Yorku,album je bio više nego uspješan prodan je u više od 3 milijuna primjeraka,album je trebao raditi Dr.Dre ali Heller nije dozvolio jer je Dr.Dre bio pod ugovorom.Ice Cube Osniva producentsku kuću "Lench Mob" koja i danas postoji. Drugi album izlazi 1991.godine pod nazivom "Death Certificate" koji je bio veoma uspješan zbog diss-a "No Vasseline" u Velikoj Britaniji ta pjesma i pjesma "Black Korea" su bile zabranjene.Ne dugo nakon toga izlazi treći album ujedno i najuspješni pod nazivom "The Predator" koji izaziva pozitivne kritike Pjesme "Wicked", "It was a good day", "Check yo self" su singli.Pjesma "It was a good day" se smatra najboljom rap pjesmom ikada i ubjedljivo najboljom pjesmom u Ice Cubovom Životu.

## Životopis
Ice Cube rodio se u južnom dijelu Los Angelesa, u srednje bogatom domu. Počeo je repati već u srednjoj školi. Nakon što je završio arhitektonski fakultet osnovao je rap sastav "CIA". Kasnim osamdesetim se pridružio poznatom sastavu N.W.A. N.W.A. je vjerojatno bila jedna od najboljih rap grupa na svijetu i dovela gangsta rap na mjesto na kojemu je danas. Čak je napisao rime za Dr. Dre-a i Eazy-Ea u poznatom hit singlu "Straight Outta Compton". Ice Cube je bio prvi koji je napustio sastav (1989.) jer osjećao kao da tamo nije dovoljno cjenjen. 
Ubrzo se osamostalio i postao solo reper. Prvi solo album je snimio u New Yorku, sa svojim sastavom Da Lench Mob, i singli su producirani uz pomoć Bomb Squad(produkcijska grupa Public Enemy-a). AmeriKKKa's Most Wanted je izdan 1990. Bio je veliki hit, ali je Ice Cube bio osuđen za protu-bjelački rasizam. 
Godine 1994. je osnovao rap sastav Westside Connection s Mack 10-om i WC-om. Zajedno su izdali album 1996. Bow Down. Većina singla s albuma je korištena u ratu riječi između zapadne i istočne obale.
U zadnje vrijeme bio je zapustio rap i počeo glumiti. Najpoznatiji filmovi su mu : "Tri Kralja", "XXX 2" i "Jesmo Li Još Stigli".

## Diskografija
| - AmeriKKKa's Most Wanted (1990.) - Death Certificate (1991.) - The Predator (1992.) - Lethal Injection (1993.) - War & Peace Vol. 1 (The War Disc) (1998.) - War & Peace Vol. 2 (The Peace Disc) (2000.) - Laugh Now, Cry Later (2006.) - Raw Footage (2008.) - I Am the West (2010.) - Everything's Corrupt (2012.) | - Kill at Will (1990.) - Bootlegs & B-Sides (1994.) - Featuring...Ice Cube (1997.) - Greatest Hits (2001.) - In the Movies (2007.) - The Essentials (2008.) |

## Filmografija

### Filmovi
- Žestoki momci (1991.)
- Zabranjen prolaz (1992.)
- CB4 (1993.)
- Glass Shield (1994.)
- Viši ciljevi (1995.)
- Petak (1995.)
- Opasna zona (1997.)
- Anakonda (1997.)
- Players Club (1998.)
- I Got the Hook Up (1998.)
- Tri kralja (1999.)
- Thicker than Water (1999.)
- Sljedeći petak (2000.)
- Duhovi Marsa (2001.)
- Sve za lovu (2002.)
- Brijači (2002.)
- Petak nakon petka (2002.)
- Bijes na dva kotača (2004.)
- Brijači 2: Ponovno na poslu (2004.)
- Jesmo li stigli? (2005.)
- XXX 2: Stanje pripravnosti (2005.)
- Jesmo li gotovi? (2007.)
- Prva nedjelja (2008.)
- The Longshots (2008.)
- Janky Promoters (2009.)
- Superzgoditak na lutriji (2010.)
- Rampart (2011.)
- 21 Jump Street (2012.)
- 22 Jump Street (2014.)
- Ride Along (2014.)
- Straight Outta Compton (2015.)
- Ride Along 2 (2016.)
- Barbershop: The Next Cut (2016.)
- xXx: Return of Xander Cage (2017.)
- Fist Fight (2017.)
- Ride Along 3 (2018.)
- Last Friday (2019.)

### Televizijske serije
- Jesmo li stigli? (2010.)

### Videoigre
- Call of Duty: Black Ops (2010.)

## Nagrade i nominacije

### Glazbene nagrade
BET Hip-Hop Awards
| Godina | Nominirano djelo | Nagrada                                     | Rezultat |
| ------ | ---------------- | ------------------------------------------- | -------- |
| 2009.  | Ice Cube         | Nagrada ja sam hip-hop (I Am Hip-Hop Award) | dobitnik |

### Glumačke nagrade
Black Reel Awards
| Godina | Nominirano djelo            | Nagrada                                                               | Rezultat   |
| ------ | --------------------------- | --------------------------------------------------------------------- | ---------- |
| 2000.  | Tri kralja                  | Najbolja sporedna uloga (Theatrical - Best Supporting Actor)          | nominacija |
| 2003.  | Brijači                     | Najbolji glumac (Theatrical - Best Actor)                             | nominacija |
| 2005.  | Brijači 2: Ponovno na poslu | Najbolji glumac, glazbeni ili komični (Best Actor, Muscial or Comedy) | nominacija |

Blockbuster Entertainment Awards
| Godina | Nominirano djelo | Nagrada                                        | Rezultat |
| ------ | ---------------- | ---------------------------------------------- | -------- |
| 2000.  | Tri kralja       | Najbolja akcijska ekipa (Favorite Action Team) | dobitnik |

MTV Movie Awards
| Godina | Nominirano djelo | Nagrada                                             | Rezultat   |
| ------ | ---------------- | --------------------------------------------------- | ---------- |
| 1996.  | Petak            | Najbolji duo na ekranu (Best On-Screen Duo)         | nominacija |
| 2000.  | Sljedeći petak   | Najbolja komična izvedba (Best Comedic Performance) | nominacija |

NAACP Image Awards
| Godina | Nominirano djelo | Nagrada                                                                               | Rezultat   |
| ------ | ---------------- | ------------------------------------------------------------------------------------- | ---------- |
| 1996.  | Viši ciljevi     | Najbolji sporedni glumac u filmu (Outstanding Supporting Actor in a Motion Picture)   | nominacija |
| 2003.  | Brijači          | Najbolji glumac u filmu (Outstanding Actor in a Motion Picture)                       | nominacija |
| 2011.  | Jesmo li stigli? | Najbolji sporedni glumac u komediji (Outstanding Supporting Actor in a Comedy Series) | dobitnik   |

Nickelodeon Kids' Choice Awards
| Godina | Nominirano djelo | Nagrada                                          | Rezultat   |
| ------ | ---------------- | ------------------------------------------------ | ---------- |
| 2006.  | Jesmo li gotovi? | Najbolji glumac (Favorite Movie Actor)           | nominacija |
| 2008.  | Jesmo li gotovi? | Najbolji muški glumac (Favorite Male Movie Star) | nominacija |

Soul Train Music Awards
| Godina | Nominirano djelo | Nagrada                                      | Rezultat |
| ------ | ---------------- | -------------------------------------------- | -------- |
| 2005.  | Ice Cube         | Nagrada Quincyja Jonesa (Quincy Jones Award) | dobitnik |

Source Awards
| Godina | Nominirano djelo            | Nagrada                                                        | Rezultat   |
| ------ | --------------------------- | -------------------------------------------------------------- | ---------- |
| 2004.  | Brijači 2: Ponovno na poslu | Najbolji reper kao glumac (Best Acting in a Movie by a Rapper) | nominacija |

T. Rex's Awards
| Godina | Nominirano djelo   | Nagrada                                    | Rezultat |
| ------ | ------------------ | ------------------------------------------ | -------- |
| 1999.  | Bootlegs & B-Sides | Stari album godine (Old Album of the Year) | dobitnik |

Teen Choice Awards
| Godina | Nominirano djelo           | Nagrada                                               | Rezultat   |
| ------ | -------------------------- | ----------------------------------------------------- | ---------- |
| 2005.  | XXX 2: Stanje pripravnosti | Najbolji reper u filmu (Choice Rap Artist in a Movie) | nominacija |

Urbanworld Film Festival
| Godina | Nominirano djelo | Nagrada                         | Rezultat |
| ------ | ---------------- | ------------------------------- | -------- |
| 2002.  | Ice Cube         | Glumačka nagrada (Acting Award) | dobitnik |